# The Best Madrik
The Best Madrik, född 21 maj 2007 i Frankrike, är en fransk varmblodig travhäst. Han tränades och kördes av Jean-Étienne Dubois.
The Best Madrik sprang under sin karriär in 1,3 miljoner euro på 54 starter varav 13 segrar, 7 andraplatser och 9 tredjeplatser. Hans tog karriärens största segrar i Critérium des Jeunes (2010) och Critérium des 5 ans (2012).
Han har även segrat i Prix de Berlin (2010), Prix Victor Régis (2010), Prix de Tonnac-Villeneuve (2011), Prix Gaston Brunet (2011), Prix de Milan (2011), Prix de Geneve (2011), Prix Jules Thibault (2011) och Prix de New York (2012). Samt på andraplats i Prix Kalmia (2010), Prix Piérre Plazen (2010), Prix Louis Jariel (2012), Prix Jockey (2012), Grand Critérium de Vitesse (2013), Hugo Åbergs Memorial (2013) och på tredjeplats i Prix Jacques de Vaulogé (2010), Grand Prix l'UET (2011), Critérium Continental (2011), Prix d'Amérique (2012), Prix René Ballière (2013), Prix de Washington (2013) och UET Trotting Masters (2013).

## Statistik
| Statistik för The Best Madrik (Ref.) | Statistik för The Best Madrik (Ref.) | Statistik för The Best Madrik (Ref.) | Statistik för The Best Madrik (Ref.) | Statistik för The Best Madrik (Ref.) | Statistik för The Best Madrik (Ref.) |
| ------------------------------------ | ------------------------------------ | ------------------------------------ | ------------------------------------ | ------------------------------------ | ------------------------------------ |
| Starter                              | Placeringar                          | Startprissumma                       | Segerprocent                         | Platsprocent                         | Rekord                               |
| 54                                   | 13-7-9                               | 1 367 710 euro                       | 24 %                                 | 54 %                                 | 1.10,1ak,                            |

### Större segrar
| År   | Lopp                      | Kusk                | Vinstbelopp | Grupp   |
| ---- | ------------------------- | ------------------- | ----------- | ------- |
| 2010 | Critérium des Jeunes      | Jean-Étienne Dubois | 80 000 EUR  | Grupp 1 |
| 2010 | Prix de Berlin            | Jean-Étienne Dubois | 40 000 EUR  | Grupp 3 |
| 2010 | Prix Victor Régis         | Jean-Étienne Dubois | 55 000 EUR  | Grupp 2 |
| 2011 | Prix de Tonnac-Villeneuve | Jean-Étienne Dubois | 55 000 EUR  | Grupp 2 |
| 2011 | Prix Gaston Brunet        | Jean-Étienne Dubois | 55 000 EUR  | Grupp 2 |
| 2011 | Prix de Milan             | Jean-Étienne Dubois | 40 000 EUR  | Grupp 3 |
| 2011 | Prix de Geneve            | Jean-Étienne Dubois | 40 000 EUR  | Grupp 3 |
| 2011 | Prix Jules Thibault       | Jean-Étienne Dubois | 55 000 EUR  | Grupp 2 |
| 2012 | Prix de New York          | Jean-Étienne Dubois | 55 000 EUR  | Grupp 3 |
| 2012 | Critérium des 5 ans       | Jean-Étienne Dubois | 120 000 EUR | Grupp 1 |